# Södermanlands runinskrifter Fv1993;229
Södermanlands runinskrifter Fv1993;229 är en vikingatida runsten av rödaktig granit i Årby, Klosters socken och Eskilstuna kommun. Stenen, som var okänd fram till dess, hittades 1951. Stenen är 170 centimeter hög och 94 centimeter bred samt 60 centimeter tjock. Runhöjden är 8-13 centimeter. Runstenens topp och en del av stenens högra sida är bortslagen vilket medfört att delar av runristningen är borta. Ristningen är ganska klumpigt utförd.

## Inskriften
Translitterering av runraden:
botuiþr · au- ...uri · rais͡tu · merki ... ...---rn · broþur · sin ·
Normalisering till runsvenska:
Botviðr o[k] ... ræistu mærki ... ... broður sinn.
Översättning till nusvenska:
Botvid och ... reste minnesmärket ... sin broder